# 차이하오위
차이하오위(중국어 간체자: 蔡浩宇, 병음: Cài Hàoyǔ, 1987년 7월 29일~)는 중화인민공화국의 기업가이자 게임 프로듀서이다. 차이하오위는 중화인민공화국의 게임 회사 호요버스의 공동 설립자이자 회장이다.